# Hind Hasnaoui
Pour les articles homonymes, voir Hasnaoui.
Hind Hasnaoui (en arabe : هند الحسناوي), née le 13 septembre 1996 à Oued Zem, est une footballeuse internationale marocaine qui évolue au poste de gardienne de but à l'AS FAR.

## Biographie

### Carrière en club
Hasnaoui évolue à l'AS FAR. Souvent remplaçante de Khadija Er-Rmichi, elle remporte avec le club militaire plusieurs titres de championnat national ainsi que de Coupe du Trône.

#### Ligue des Champions CAF 2021
Hind Hasnaoui fait partie de l'effectif qui dispute la première édition de la Ligue des Champions africaine organisée en novembre 2021 en Égypte. L'AS FAR termine à la 3e place mais Hind n'a pas de temps de jeu.

#### Ligue des champions CAF 2022: Sacre de l'AS FAR
Le 13 novembre 2022, l'AS FAR remporte la compétition pour la première fois de son histoire aux dépens du tenant du titre Mamelodi Sundowns après s'être imposée 4 buts à 0.
Bien que dans le groupe, Hind Hasnaoui, remplaçante de Khadija Er-Rmichi, n'entre en jeu à aucun des matchs lors de cette édition.
Hind Hasnaoui dispute la première partie de saison 2023-24 à Jawharat Najm Larache sous forme de prêt avant de retourner à l'AS FAR. Avec le club de Larache elle dispute un total de dix matchs et garde sa cage inviolée à quatre reprises.

### Carrière en sélection

#### Équipe du Maroc
Hind Hasnaoui est régulièrement appelée en sélection nationale souvent en tant que deuxième ou troisième gardienne.
Elle dispute son premier match international sous houlette de la technicienne américaine Kelly Lindsey le 31 janvier 2020 en entrant en jeu à la place de Khadija Er-Rmichi contre la Tunisie en match amical à Témara. La rencontre, prolifique en buts, se termine par une victoire marocaine sur le score de 6-3.
En septembre 2021, elle fait partie du groupe de joueuses qui prend part à la Coupe Aisha Buhari en tant que troisième gardienne. 
Le mois qui suit, Hind Hasnaoui est appelée pour un stage en Espagne où la sélection affronte son homologue espagnole et l'Atlético de Madrid. Bien que figurant dans le groupe, elle ne joue pas lors de ce stage. 
En février 2022, elle remporte avec la sélection le Tournoi international de Malte sans pour autant avoir du temps de jeu. 
Le 8 avril 2022 entre en jeu à la place de Khadija Er-Rmichi à la 71e minute contre la Gambie en match préparatoire à la CAN 2022.

#### Coupe d'Afrique des nations 2022
En juillet 2022, elle est retenue par Reynald Pedros dans la liste des 26 joueuses convoquées pour la CAN 2022 qui voit le Maroc atteindre la finale et décrocher son ticket pour la phase finale de la Coupe du monde 2023. Bien que dans le groupe, elle ne dispute aucun match de la CAN.

#### Coupe d'Afrique 2024: Nouvel échec en finale
Dans le cadre des préparations à la CAN, elle est convoquée par Jorge Vilda pour disputer deux matchs amicaux internationaux, face au Ghana et Haïti respectivement les 21 et 25 février 2025 à Casablanca. Les Marocaines s'imposent face au Ghanéennes (1-0) et font match nul contre les Haïtiennes (1-1). Hind Hasnaoui dispute l'entièreté du match contre Haïti. C'est par la même occasion sa première titularisation en équipe A,.
Hasnaoui est convoquée pour disputer deux matchs amicaux contre la Tunisie et le Cameroun le 4 et 8 avril 2025 au Stade Père-Jégo, en marge des préparations à la CAN 2024. Les Marocaines s'imposent face aux Tunisiennes avec un score de 3 buts à 1. Cependant, elles s'inclinent face aux Camerounaises (0-1). Sur le banc face à la Tunisie, Hind Hasnaoui est titularisée contre le Cameroun,.
Après une série de stages et matchs amicaux, la FRMF annonce le 24 juin 2025 la liste finale pour la CAN 2024. Hind Hasnaoui fait partie des joueuses retenues par Jorge Vilda. Le Maroc qui atteint la finale pour la deuxième fois consécutive, ne parvient pas à remporter le titre s'inclinant face au Nigeria (3-2). Remplaçante de Khadija Er-Rmichi, Hind Hasnaoui n'a pas de temps de jeu durant ce tournoi.

## Statistiques

### En sélection
Le tableau suivant liste les rencontres de l'équipe du Maroc auxquelles a participé Hind Hasnaoui :

## Palmarès

### En club
AS FAR
- Championnat du Maroc (5)
  - Championne : 2018, 2019, 2020, 2021 et 2022

- Championnat du Maroc (4)
  - Vainqueur : 2017, 2018, 2019, 2020[25]

- Ligue des champions de la CAF (1) :
  -  Vainqueur : 2022
  - 3e place : 2021

### En sélection
Équipe du Maroc
- Coupe d'Afrique des nations
  -  Finaliste : 2022 et 2024
- Coupe Aisha Buhari
  - 2e place : 2021
- Tournoi international de Malte 
  - Vainqueur (en) : 2022